# Charles Porter
Charles Michael "Chilla" Porter, född 11 januari 1936 i Brisbane i Queensland, död 16 augusti 2020 i Innaloo i Western Australia, var en australisk friidrottare inom höjdhoppning som senare blev politiker för det liberala partiet i landet.
Porter blev olympisk silvermedaljör i höjdhopp vid sommarspelen 1956 i Melbourne.